# Гравітаційна енергія зв'язку

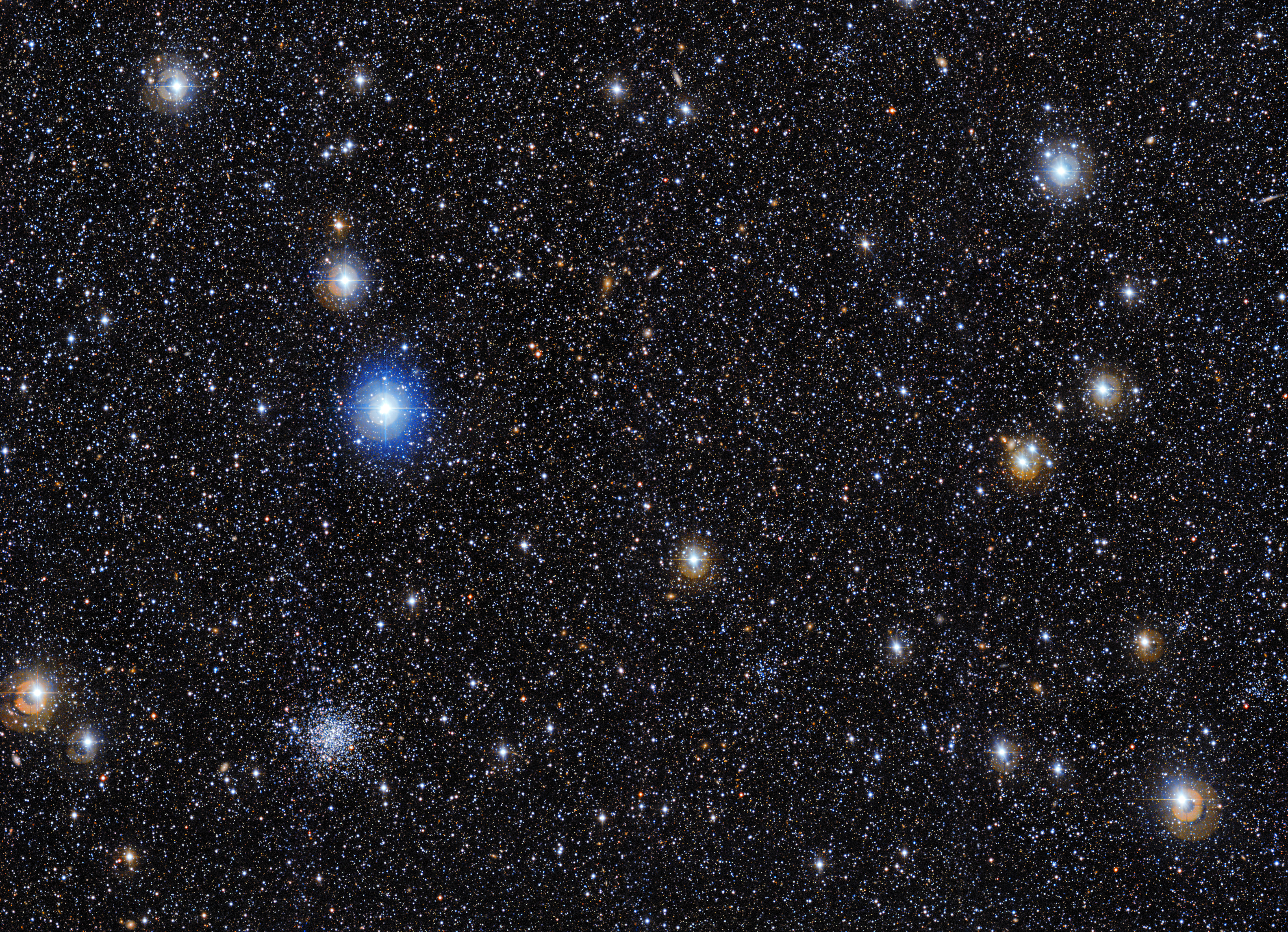
Скупчення галактик є найбільшими відомими гравітаційно пов’язаними структурами у Всесвіті.

Гравітаційна енергія зв'язку системи — це мінімальна енергія, яку необхідно додати до неї, щоб система перестала перебувати в гравітаційно-зв'язаному стані. Гравітаційно зв’язана система має нижчу (тобто більш від’ємну) гравітаційну потенціальну енергію, ніж сума енергій її частин, коли вони повністю розділені — це те, що утримує систему агрегованою відповідно до принципу мінімальної повної потенціальної енергії.
Для суцільного сферичного тіла однорідної густини, гравітаційна енергія зв’язку W визначається за формулою{\displaystyle W=-{\frac {3GM^{2}}{5R}}}де G — гравітаційна стала всесвітнього тяжіння, M — маса кулі, R — її радіус.
Припускаючи, що Земля є однорідною кулею (що не так, але досить близько, щоб отримати приблизну оцінку порядку величини) з M = 5,97·1024 кг і R = 6,37·106 м, тоді W = 2,24·1032 Дж. Це приблизно дорівнює загальному тижневому синтезу енергії Сонцем. Це 37,5 МДж/кг, 60% абсолютного значення потенціальної енергії на кілограм на поверхні (треба краще пояснення).
Фактична залежність щільності від глибини, виведена з часу проходження сейсмічних хвиль (див. рівняння Адамса-Вільямсона), наведена в попередній еталонній моделі Землі (PREM). Використовуючи це, реальну гравітаційну енергію зв’язку Землі можна обчислити чисельно як W = 2,49·1032 Дж.
Згідно з теоремою віріалу, гравітаційна енергія зв’язку зірки приблизно вдвічі перевищує її внутрішню теплову енергію для підтримки гідростатичної рівноваги. Коли газ у зірці стає більш релятивістським, гравітаційна енергія зв’язку, необхідна для гідростатичної рівноваги, наближається до нуля, і зірка стає нестабільною (дуже чутливою до збурень), що може призвести до спалаху наднової у випадку зірки з великою масою через сильний тиск випромінювання або до чорної діри у випадку нейтронної зорі.

## Виведення для однорідної кулі
Гравітаційна енергія зв'язку кулі з радіусом {\displaystyle R} можна знайти, якщо уявити, що її розтягують шляхом послідовного переміщення сферичних оболонок до нескінченності, спочатку крайню, і знайти загальну енергію, необхідну для цього.
Нехай густина {\displaystyle \rho } оболонки й кулі всередині неї незмінна:{\displaystyle m_{\mathrm {shell} }=4\pi R^{2}\rho \,dR}і{\displaystyle m_{\mathrm {interior} }={\frac {4}{3}}\pi R^{3}\rho }Необхідна енергія для оболонки є від’ємною гравітаційною потенціальною енергією:{\displaystyle dW=-G{\frac {m_{\mathrm {shell} }m_{\mathrm {interior} }}{r}}}Інтегрування по всіх оболонках дає:
Оскільки {\displaystyle \rho } дорівнює масі цілого тіла, поділеній на його об’єм для об’єктів з рівномірною густиною, то для кулі{\displaystyle \rho ={\frac {M}{{\frac {4}{3}}\pi r^{3}}}}І, нарешті, підставивши це до верхнього виразу отримуємо кінцевий результат{\displaystyle W=-G{\frac {16}{15}}\pi ^{2}R^{5}\left({\frac {M}{{\frac {4}{3}}\pi R^{3}}}\right)^{2}=-{\frac {3GM^{2}}{5R}}}

## Від’ємна складова маси
Два тіла, розташовані на відстані R одне від одного і не рухаючись взаємно, діють на третє тіло дещо меншою силою тяжіння, коли R мало. Це можна розглядати як від’ємну компоненту маси системи, що дорівнює для рівномірно сферичних розчинів:
{\displaystyle M=-{\frac {3GM^{2}}{5RC^{2}}}}
Наприклад, той факт, що Земля є гравітаційно пов’язаною сферою її поточного розміру, коштує 2.49421 маси (приблизно одна чверть маси Фобоса – дивіться вище для того самого значення в Джоулях), і якби його атоми були розрідженими у довільно великому об’ємі, Земля зважила б свою поточну масу плюс 2.49421 кілограмів (і його гравітаційне тяжіння над третім тілом було б відповідно сильнішим).
Можна легко продемонструвати, що цей негативний компонент ніколи не може перевищувати позитивний компонент системи. Від’ємна енергія зв’язку, яка перевищує масу самої системи, справді вимагатиме, щоб радіус системи був меншим ніж:{\displaystyle R\leq {\frac {3GM}{5C^{2}}}}який менший ніж {\textstyle {\frac {3}{10}}} його радіус Шварцшильда :{\displaystyle R\leq {\frac {3}{10}}r_{\mathrm {s} }}і тому ніколи не видно зовнішньому спостерігачеві. Однак це лише ньютонівське наближення, і в релятивістських умовах необхідно враховувати й інші фактори. 

## Неоднорідні сфери
Планети та зірки мають радіальні градієнти щільності від їхніх поверхонь меншої щільності до значно щільніших стислих ядер. Об’єкти виродженої матерії (білі карлики; пульсари нейтронних зір) мають радіальні градієнти густини плюс релятивістські поправки.
Релятивістські рівняння стану нейтронної зорі містять графік залежності радіуса від маси для різних моделей.  Найімовірніші радіуси для даної маси нейтронної зорі взяті в дужки моделями AP4 (найменший радіус) і MS2 (найбільший радіус). BE – відношення маси енергії зв’язку гравітації, еквівалентної спостережуваній гравітаційній масі нейтронної зорі M з радіусом R,{\displaystyle BE={\frac {0.60\,\beta }{1-{\frac {\beta }{2}}}}}{\displaystyle \beta ={\frac {GM}{RC^{2}}}.}Задані поточні значення
- {\displaystyle G=6.6743\times 10^{-11}\,\mathrm {m^{3}\cdot kg^{-1}\cdot s^{-2}} }[7]
- {\displaystyle C^{2}=8.98755\times 10^{16}\,\mathrm {m^{2}\cdot s^{-2}} }
- {\displaystyle M_{\odot }=1.98844\times 10^{30}\,\mathrm {kg} }

і маса зірки M, виражена відносно сонячної маси,{\displaystyle M_{x}={\frac {M}{M_{\odot }}},}тоді релятивістська дробова енергія зв'язку нейтронної зорі дорівнює{\displaystyle BE={\frac {885.975\,M_{x}}{R-738.313\,M_{x}}}}